# Drepanicus chrysopinus
Drepanicus chrysopinus är en insektsart som beskrevs av Brauer 1867. Drepanicus chrysopinus ingår i släktet Drepanicus och familjen fångsländor. Inga underarter finns listade i Catalogue of Life.